# ستيف كولينز (لاعب كرة قدم أمريكية)
ستيف كولينز (بالإنجليزية: Steve Collins)‏ هو لاعب كرة قدم أمريكية أمريكي، ولد في 2 أغسطس 1970 في اينيس في الولايات المتحدة.